# Erich Klausener
Erich Klausener (Düsseldorf, 25 gennaio 1885 – Berlino, 30 giugno 1934) è stato un politico tedesco.
Fu ucciso durante la Notte dei lunghi coltelli in quanto oppositore del Nazismo.

## Biografia
Nato a Düsseldorf in una famiglia cattolica, Klausener ha seguito le orme del padre come funzionario pubblico, lavorando per un certo tempo al Ministero del Commercio. Sotto le armi, ha servito come ufficiale agli armamenti in Belgio, Francia e sul Fronte Orientale durante la prima guerra mondiale.
A seguito della sua partecipazione ai sabotaggi durante l'occupazione della Ruhr tra il nel 1923-24, fu condannato a due mesi di reclusione.
Dal 1924 Klausener fu impiegato nel Ministero delle Politiche Sociali dello Stato Libero di Prussia, e successivamente guidò il comparto di polizia del Ministero dell'Interno; in questa veste sostenne con forza la lotta della polizia contro le attività illegali degli attivisti nazisti. A partire dal 1928, Klausener fu anche a capo della Katolische Aktion, l'Azione Cattolica tedesca.
Dopo l'ascesa di Adolf Hitler e del Partito Nazista nel 1933, Hermann Göring divenne primo ministro di Prussia: e Klausener, il cui ufficio di capo della polizia avrebbe ostacolato il progetto di nazificazione delle forze dell'ordine prussiane, fu trasferito al Ministero dei Trasporti.
Stretto collaboratore del Vicecancelliere Franz von Papen, Klausener contribuì alla stesura del testo del “discorso di Marburgo” del 17 giugno 1934: in esso, pur mantenendo toni moderati, von Papen criticava la violenza e le repressioni attuate dopo l'insediamento di Hitler. Un altro importante discorso, tenuto da Klausener in persona, fu quello pronunciato dinanzi al Congresso Cattolico all'Hoppegarten di Berlino il 24 giugno dello stesso anno: parlando a braccio, criticò duramente ed accoratamente la repressione operata dai nazisti contro gli oppositori. Ciò fu considerato dall'apparato nazista come un atto di ribellione.

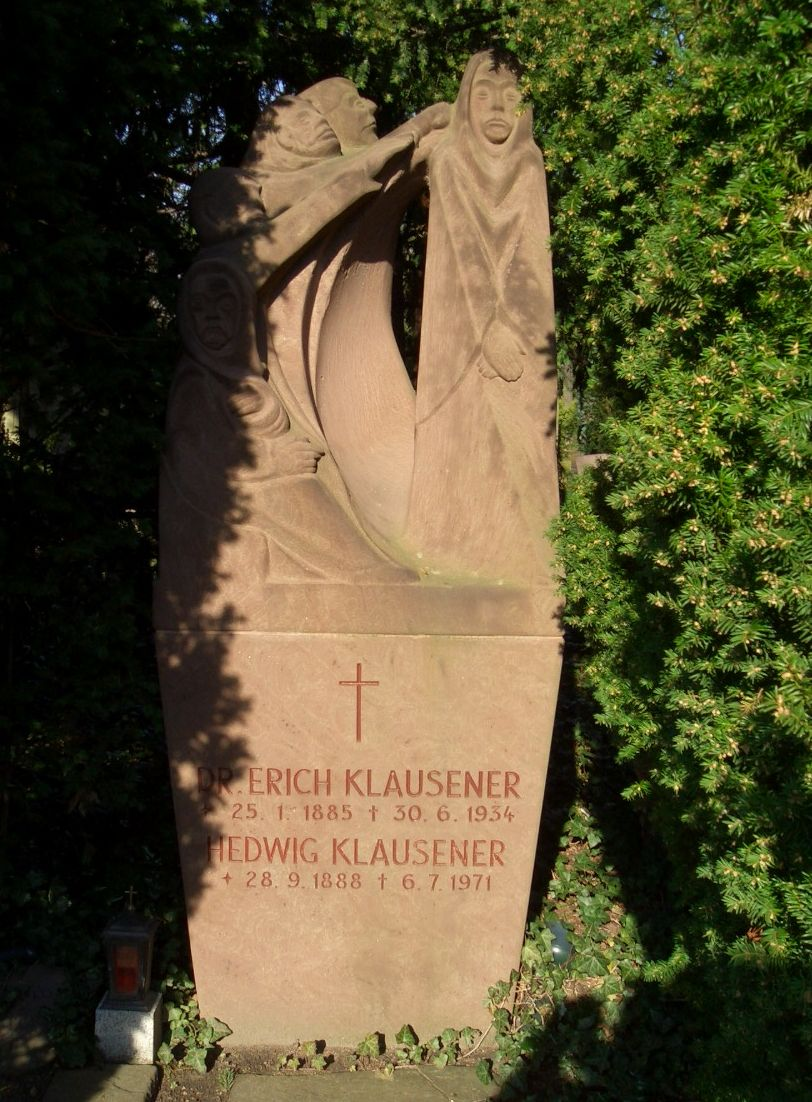
Monumento a Erich Klausener

Sei giorni dopo, durante la Notte dei lunghi coltelli, una squadra di SS, apparentemente agli ordini di Hermann Göring e Reinhard Heydrich, fece irruzione nell'ufficio ministeriale di Klausener e lo uccise con un colpo d'arma da fuoco.
Dopo la seconda guerra mondiale, a Berlino è stato eretto un monumento a Erich Klausener. Dal 1963, le sue ceneri riposano presso la chiesa cattolica di Maria Regina Martyrum della città, insieme a molte altre vittime cattoliche del regime nazista.